# 6. skupina specialnih sil (ZDA)
6. skupina specialnih sil (izvirno angleško 6th Special Forces Group) je bila vojaška specialna enota, ki je del Specialnih sil (oz. Zelenih baretk) Kopenske vojske.
Skupina je bila zadolžena za pokrivanje Jugozahodne Azije.